# کریستین پلس
کریستین پلس (دانمارکی: Kristian Pless؛ زادهٔ ۹ فوریهٔ ۱۹۸۱) یک تنیس‌باز اهل دانمارک است.